# 22167 Лейн-Кліне
22167 Лейн-Кліне (22167 Lane-Cline) — астероїд головного поясу, відкритий 30 листопада 2000 року.
Тіссеранів параметр щодо Юпітера — 3,578.